# Kaiserkopf
Il Kaiserkopf  è una montagna alta 2 171 metri nei Monti del Kaiser nel Tirolo austriaco. Dalla cima si gode di una bella vista sulla regione del Sölllandl. Particolarmente suggestive sono le viste sull'Ellmauer Halt, sul Treffauer, sul Tuxeck e sullo SkiWelt Wilder Kaiser-Brixental, nonché sull'Oberer Scharlinger Boden e sull'Ostkaiser. La montagna è molto raramente scalata. 

## Geografia
Il Kaiserkopf si erge nella parte occidentale del Wilder Kaiser, sulla cresta di collegamento tra il Treffauer a ovest (Westkaiser) e l' Ellmauer Halt a est (Zentralkaiser). È caratterizzato dalla sua imponente parete orientale, che precipita ripidamente per circa 300 metri fino al circo glaciale dell'Hochgrubach. Sul versante occidentale, tuttavia, la montagna è molto più pianeggiante e presenta per lo più zone erbose e un terreno accidentato, con la cresta erbosa che si estende a sud fino alla forcella Hirschanger in direzione del Treffauer. A nord, la montagna forma una cresta fragile e rocciosa verso l'Ellmauer Halt, che scende fino alla forcella Rote-Rinn-Scharte. La cima appartiene al territorio comunale di Ellmau.

## Alpinismo
Non esiste un percorso o un sentiero segnalato che conduca al Kaiserkopf, ma la difficoltà della salita lungo la via normale non è eccessiva. Tuttavia, la salita richiede senso dell'orientamento, assenza di vertigini, passo sicuro ed esperienza in ambiente alpino, soprattutto su terreni erbosi ripidi.
Le basi sono la Gruttenhütte, la Anton-Karg-Haus e la Hans-Berger-Haus (Kaisertalhaus).

### Via normale
La via normale per la vetta inizia circa 100 metri a ovest (in discesa) sotto la Rote-Rinn-Scharte, diramandosi a sinistra dal sentiero segnalato che conduce dalla sella attraverso l'Oberer Scharliger Boden fino all'Hans-Berger-Haus. L'attacco è raggiungibile tramite lo stesso sentiero segnalato dalla Kaisertal o dall'Hans-Berger-Haus, impiegando circa 3 ore. In alternativa, è anche possibile salire dalla Wochenbrunneralm passando per la Gruttenhütte e la via normale per l'Ellmauer Halt (Gamsängersteig). Quindi, a poco meno di 2 100 metri, dopo le 74 staffe di ferro della Gelbe Jägerwand, svoltare a sinistra sul sentiero segnalato e assicurato per la Rote-Rinn-Scharte e da lì seguire il percorso in discesa per circa 100 metri fino a raggiungere l'attacco appena sopra la sella presso l'affioramento roccioso dove si divide il canalone ghiaioso; impiegando circa 3 ore. Dall'attacco, attraversare il canalone verso sud e poi salire su lastre di roccia inclinate fino a raggiungere una cengia brunastra. Proseguire lungo questa cengia aggirando una cresta e su ghiaioni erbosi sul fianco nord-occidentale fino alla sella erbosa sulla cresta (Hirschanger). Da lì, risalire il ripido prato e i ghiaioni fino alla vetta, dove troverete un cartello. Molto pericoloso in condizioni di bagnato. Difficoltà: I–II, con molto cammino. Tempo richiesto: circa 30 minuti dall'attacco. 

### Vie di arrampicata
A causa della sua roccia fragile, il Kaiserkopf non è una montagna che attrae gli scalatori. Tuttavia, ci sono diverse vie classificate di II grado e superiori (ad esempio, la Cresta Nord, II), accessibili tramite l'Hochgrubachkar o la Forcella Rote-Rinn (raggiungibile tramite la via normale segnalata per l'Ellmauer Halt).